# Comastoma urnigera
Comastoma urnigera är en gentianaväxtart som först beskrevs av E. Aitken och D. G. Long, och fick sitt nu gällande namn av J. Holub. Comastoma urnigera ingår i släktet lappgentianor, och familjen gentianaväxter. Inga underarter finns listade i Catalogue of Life.